# Carpobrotus rossii
Carpobrotus rossii är en isörtsväxtart som först beskrevs av Adrian Hardy Haworth, och fick sitt nu gällande namn av Schwant. Carpobrotus rossii ingår i släktet middagsblommor, och familjen isörtsväxter. Inga underarter finns listade i Catalogue of Life.

## Bildgalleri

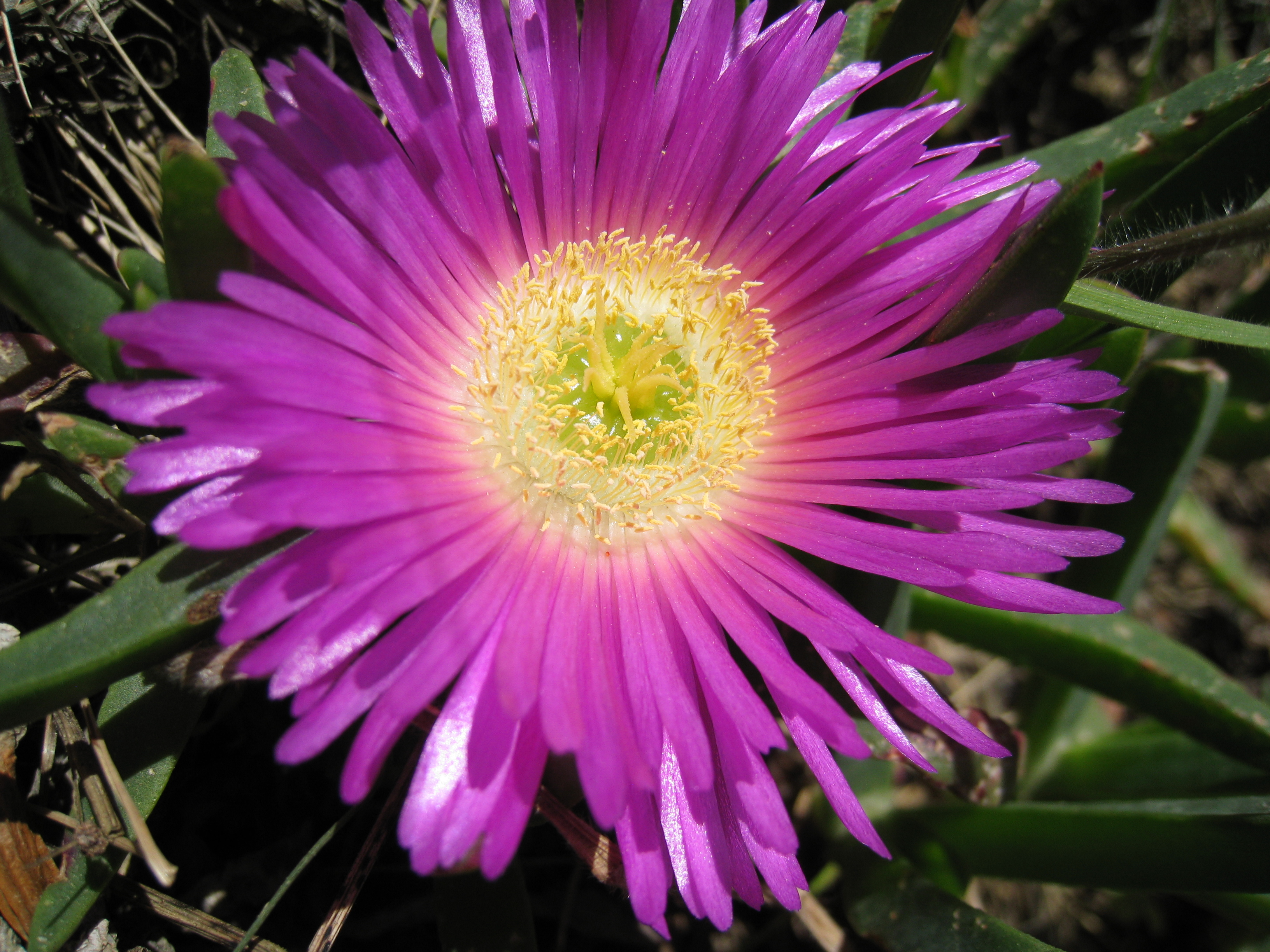
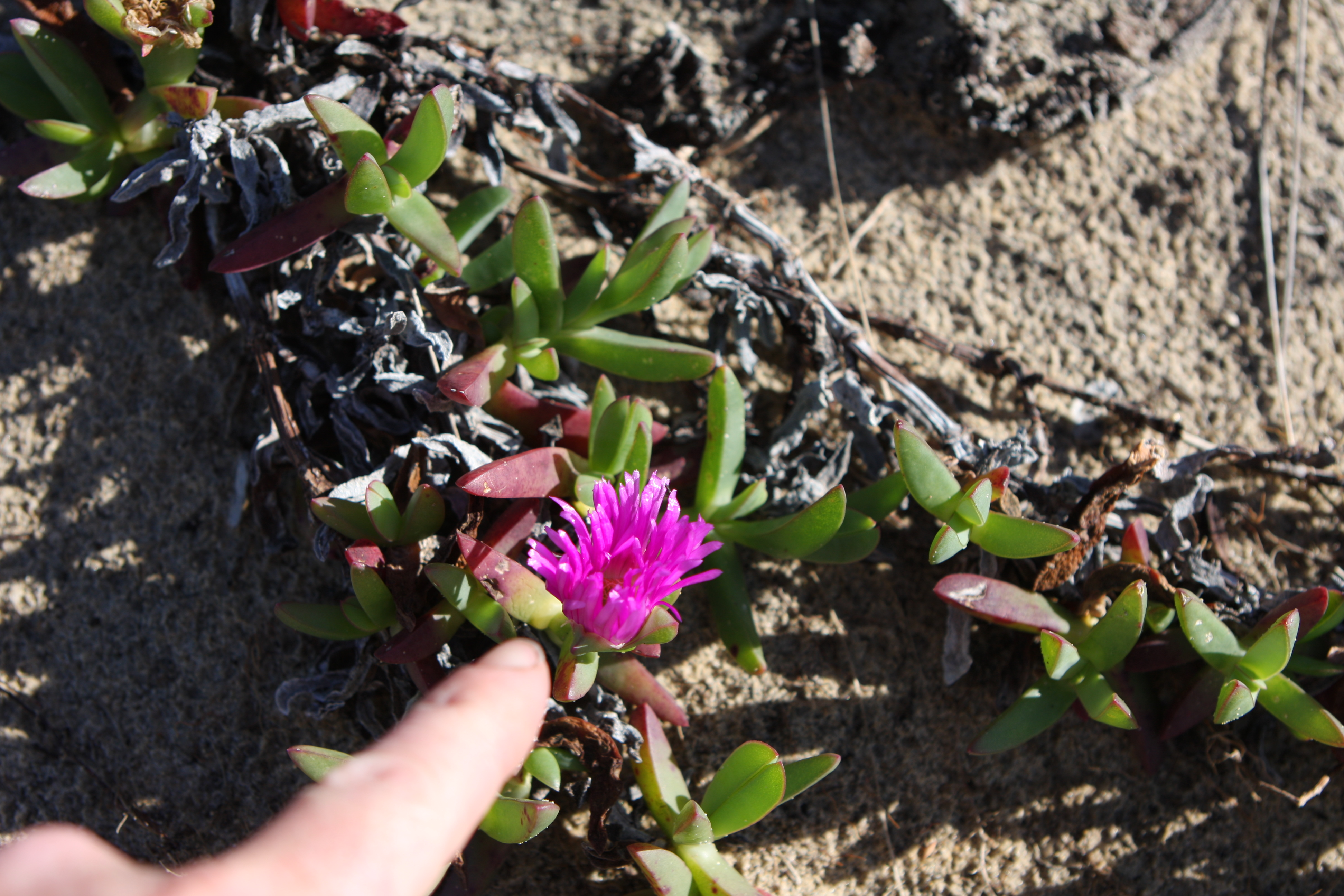
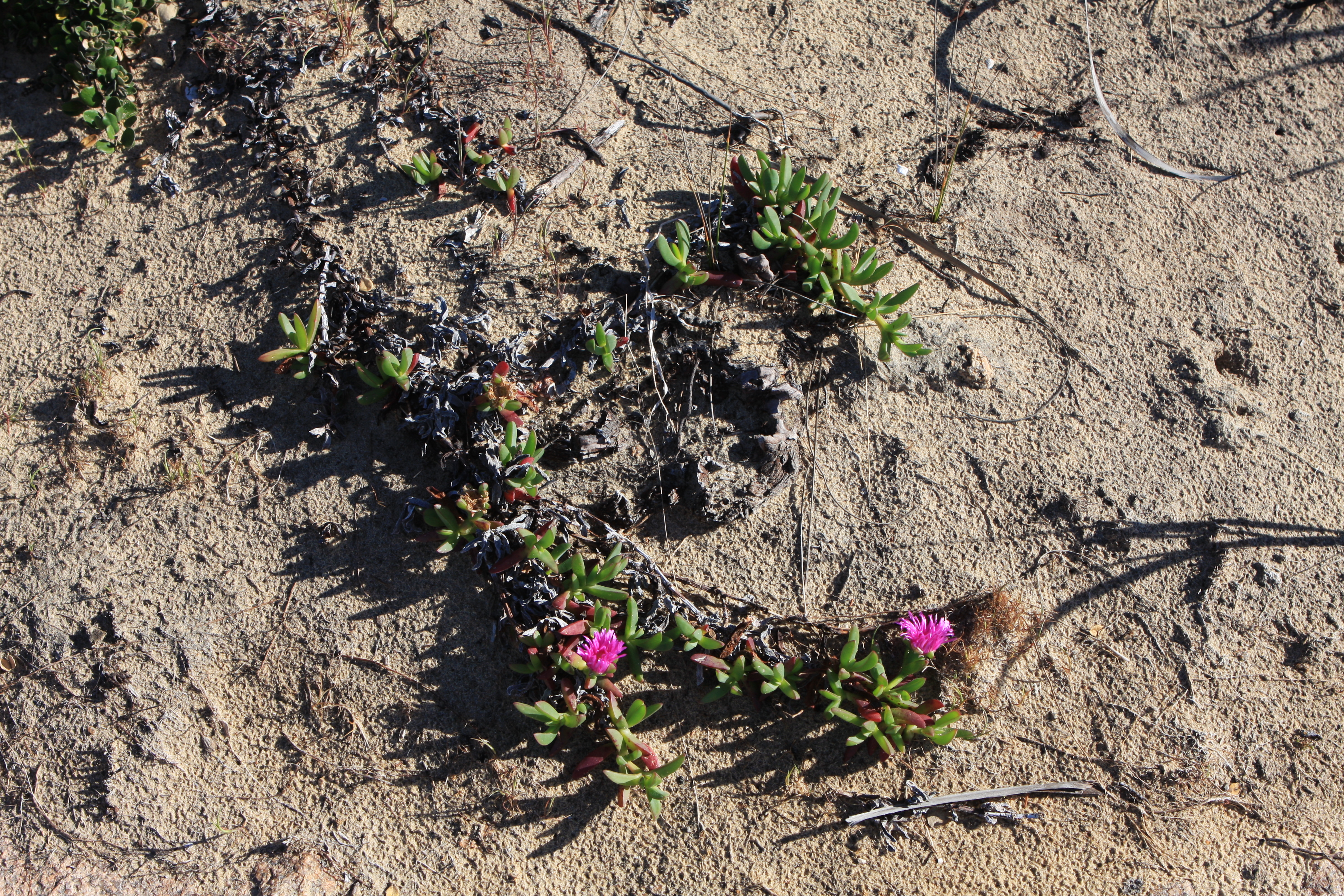
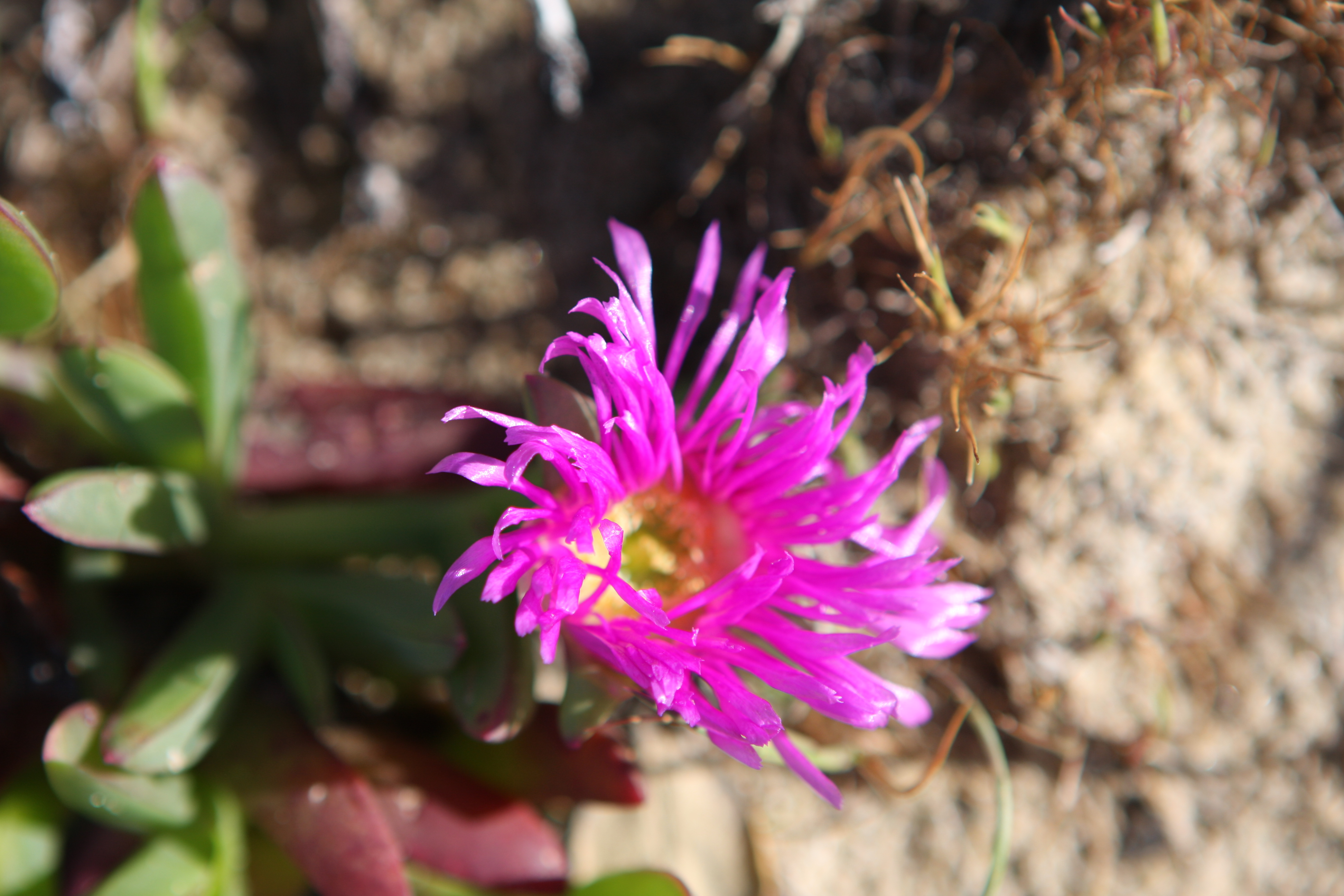
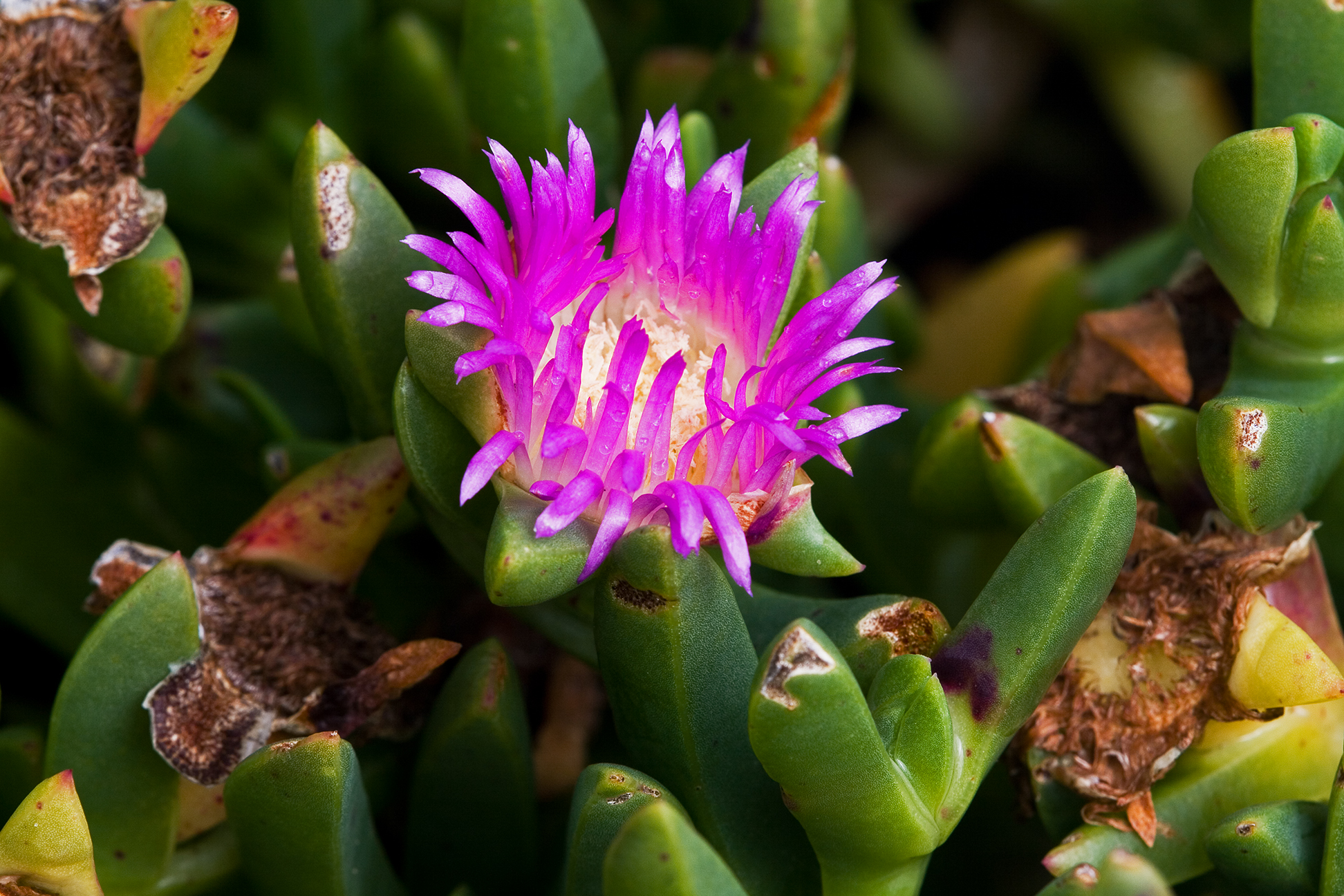
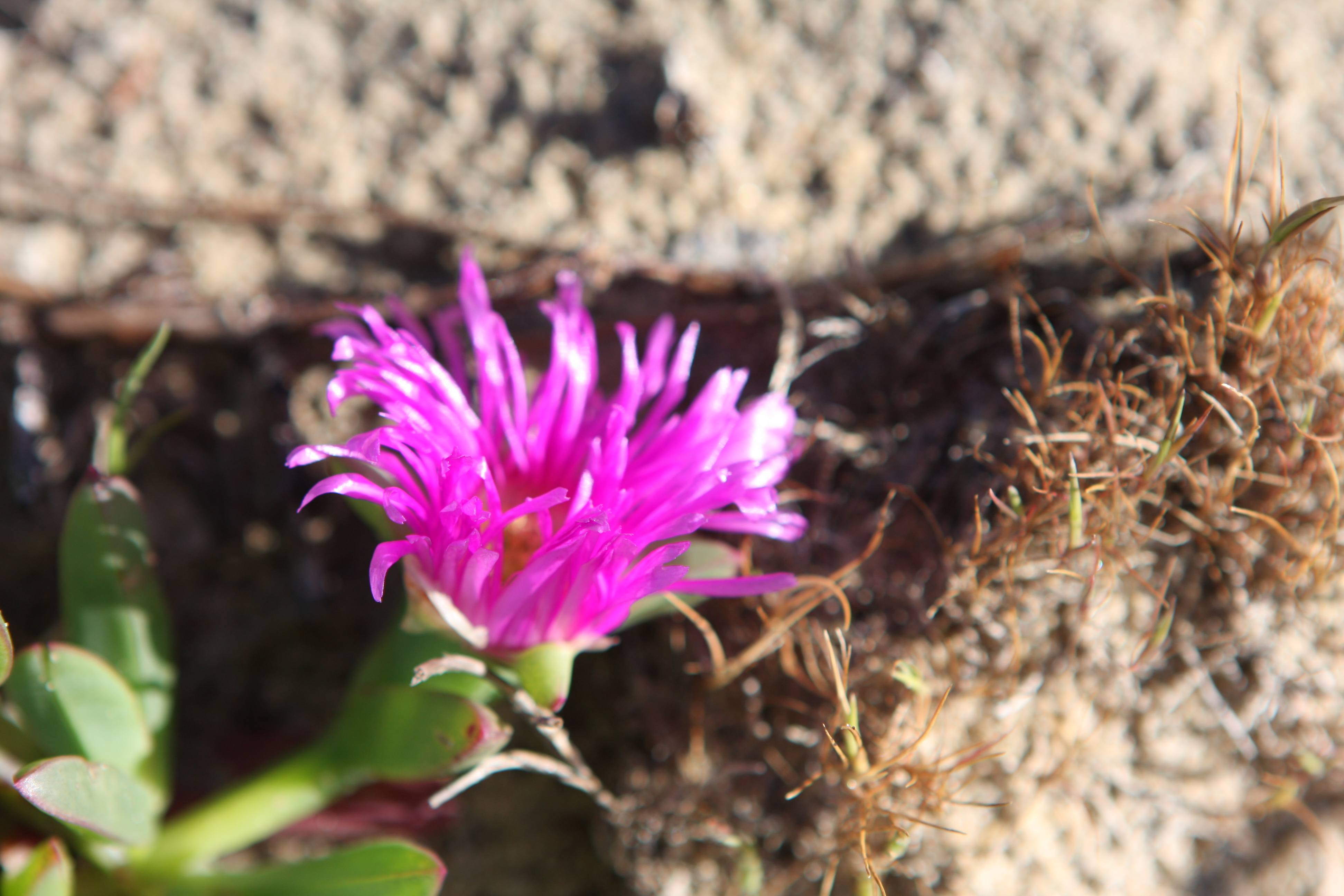